# 하마오카정
하마오카정(浜岡町)은 시즈오카현 오가사군에 설치되었던 정이다. 정 이름은 하마마쓰시와 시즈오카시의 거의 중간에 위치한 것에서 유래되었다

## 지리
태평양의 엔슈나다에 접해 있으며 연안에는 하마오카 사구가 발달해 있었다.

## 역사
- 1889년 10월 1일 - 정촌제 시행으로 기도군 이케다신덴촌, 사쿠라촌, 히키촌, 니노촌, 아사히나촌이 성립하였다.
- 1896년 4월 1일 - 기도군이 사야군과 합병해 오가사군이 되었다.
- 1955년 - 이케다신덴촌, 사쿠라촌, 히키촌, 니노촌, 아사히나촌이 합병해 하마오카정이 성립하였다.
- 2004년 4월 1일 - 오마에자키정과 합병해 오마에자키시가 성립하였다.

## 경제
- 하마오카 원자력 발전소와 주부전력 관내에서는 유일한 원자력 발전소이다.

## 교통

### 도로
- 국도 제150호선